# 秋山喜久
秋山 喜久（あきやま よしひさ、1931年（昭和6年）9月10日 - ）は、日本の実業家。元関西電力株式会社会長。元関西経済連合会会長。山梨県出身。

## 略歴
- 1955年（昭和30年）3月 - 東京大学経済学部卒業
- 1955年（昭和30年）4月 - 関西電力株式会社入社
- 1979年（昭和54年）6月 - 関西電力株式会社秘書部長に就任
- 1980年（昭和55年）6月 - 関西電力株式会社副支配人秘書部長に就任
- 1981年（昭和56年）12月 - 関西電力株式会社副支配人社長室秘書役に就任
- 1982年（昭和57年）6月 - 関西電力株式会社支配人社長室秘書役に就任
- 1984年（昭和59年）3月 - 関西電力株式会社支配人、TQC推進事務局担任に就任
- 1984年（昭和59年）6月 - 関西電力株式会社支配人企画部、TQC推進事務局担任に就任
- 1985年（昭和60年）6月 - 関西電力株式会社取締役企画部、TQC推進事務局担任に就任
- 1987年（昭和62年）6月 - 関西電力株式会社常務取締役に就任
- 1988年（昭和63年）6月 - 関西電力株式会社専務取締役に就任
- 1990年（平成2年）6月 - 関西電力株式会社取締役副社長に就任
- 1991年（平成3年）11月 - 関西電力株式会社取締役社長に就任
- 1997年（平成9年）6月 - 日本観光ゴルフ株式会社取締役に就任
- 1997年（平成9年）7月 - 日本生命保険相互会社取締役に就任（2017年6月まで）
- 1998年（平成10年）6月 - 日本航空株式会社監査役に就任
- 1999年（平成11年）5月 - 社団法人関西経済連合会会長に就任
- 1999年（平成11年）6月 - 関西電力株式会社取締役会長、株式会社けいはんな取締役会長、日本原子力発電株式会社取締役に各就任
- 2002年（平成14年）10月 - 株式会社日本航空システム監査役に就任
- 2006年（平成18年） - 関西電力株式会社相談役に就任
- 2007年（平成19年）7月 - 関西広域機構会長に就任　(2010年12月まで)

## その他役職
- 株式会社大阪国際会議場 取締役
- 財団法人千里国際情報事業財団 顧問
- 財団法人千里ライフサイエンス振興財団 理事
- 日本インベスター・リレーションズ協議会 理事
- 国際教育学会 特別顧問
- 財団法人循環器病研究振興財団 会長
- 財団法人アジア研究協会 理事
- 財団法人日本イタリア京都会館 理事
- 財団法人地球環境産業技術研究機構 理事長
- 財団法人日本室内楽振興財団 会長
- 財団法人奈良先端科学技術大学院大学支援財団 会長
- 財団法人朝日新聞文化財団 理事
- 財団法人関西社会経済研究所 理事
- 一般財団法人国際日本文化研究交流財団 評議員会議長

## 受賞
- 産学官連携功労者表彰総務大臣賞(2004年)：「けいはんな情報通信オープンラボにおける研究開発の推進」[1]